# لي فان هونج
لي فان هونج هو لاعب كرة قدم فيتنامي في مركز حراسة المرمى، ولد في 12 ديسمبر 1987 في Mang Thít district ‏ في فيتنام. لعب مع نادي سونغ لام نغي أن.

## وصلات خارجية
- لي فان هونج على موقع قاعدة بيانات كرة القدم.إي يو (الإنجليزية)
- لي فان هونج على موقع Soccerway.com (الإنجليزية)